# 潘巍 (篮球运动员)
潘巍（1978年6月11日—），辽宁阜新人，中国女子篮球运动员，曾参加2004年夏季奥运会女子篮球比赛，获得第九名。她也参加了1998年和2002年亚洲运动会，分别获得银牌和金牌。